# Abrostola clarissa
Abrostola clarissa là một loài bướm đêm thuộc họ Noctuidae. Loài này phân bố ởtừ Thổ Nhĩ Kỳ tới tây nam Iran, vùng Kavkaz và miền bắc Iraq. In the Levant it is recorded từ Syria, Liban và Israel.
Con trưởng thành bay từ tháng 5 đến tháng 6. Có một lứa một năm.